# II. třída okresu Česká Lípa
 II. třída okresu Česká Lípa (okresní přebor II. třídy) tvoří s ostatními skupinami II. třídy osmou nejvyšší fotbalovou soutěž v České republice. Hraje se každý rok od léta do jara se zimní přestávkou. Na konci ročníku nejlepší dva týmy postupují do I. B třídy Libereckého kraje (do skupiny B) a dva nejhorší týmy sestoupí do III. třídy okresu Česká Lípa.

## Vítězové
| Ročník    | Vítězný tým             |
| --------- | ----------------------- |
| 2004/2005 | TJ Jestřebí - Provodín  |
| 2005/06   | TJ Jestřebí - Provodín  |
| 2006/07   | TJ Jestřebí - Provodín  |
| 2007/08   | Tatran Jablonné         |
| 2008/09   | TJ Jestřebí - Provodín  |
| 2009/10   | TJ Slavoj Dubá          |
| 2010/11   | FC Sokol Dolní Libchava |
| 2011/12   | TJ Doksy B              |
| 2012/13   | TJ Zákupy               |
| 2013/14   | TJ Spartak Dubice       |
| 2014/15   | FC Dynamo Holany 1958   |
| 2015/16   | FC Kamenice             |
| 2016/17   | SK Spartak Žandov       |
| 2017/18   | TJ Spartak Dubice       |
| 2018/19   |                         |